# آلکالوز
آلکالوز(به انگلیسی: Alkalosis) به معنی افزایش سطح بی کربنات مایع خارج سلولی و قرار گرفتن PH خون در محدوده قلیایی (بالاتر 7/45) می‌باشد . معمولاً فرایندهای متابولیک بدن و کاتابولیسم گلوکز منجر به تولید اسید می‌شود . PH خون و مایع خارج سلولی به وسیله ریه (تنفس) و کلیه تنظیم می‌شود. به صورت کلاسیک اگر مشکل از کلیه باشد ما آلکالوز متابولیک و اگر مشکل از ریه باشد ما آلکالوز تنفسی داریم.

## علائم و درمان
اثر عمده آلکالوز بر روی بدن افزایش تحریک پذیری سیستم عصبی است. این اثر هم در سیستم عصبی مرکزی و هم در سیستم عصبی محیطی روی می‌دهد. معمولاً اعصاب محیطی قبل از سیستم عصبی مرکزی مبتلا می‌شوند. در نتیجه عضلات وارد حالت تتانی و اسپاسم تونیک می‌شوند. تتانی معمولاً ابتدا در عضلات ساعد ظاهر شده و به سرعت به عضلات صورت و سرانجام به سراسر بدن منتشر می‌شود. درمان تصحیح آلکالوز و از بین بردن عامل ایجادکننده می‌باشد . 

## انواع آلکالوز
دو نوع آلکالوز تنفسی و متابولیک داریم. به صورت کلاسیک اگر مشکل از کلیه باشد ما آلکالوز متابولیک و اگر مشکل از ریه باشد ما آلکالوز تنفسی داریم. علل آلکالوز تنفسی هایپرونتیلاسیون (تنفس زیاد و سریع) مثلا در سالیسیلیسم، تب و صعود به ارتفاعات است. علل آلکالوز متابولیک استفراغ شدید، هایپرآلدسترونیسم، مصرف دیورتیکها، خوردن داروهای قلیایی، سندرم شیر- قلیا و پیچ خوردگی شیردان در نشخوارکنندگان است.

### آلکالوز تنفسی
آلکالوز تنفسی را می‌توان از نظر بالینی به دوگروه حاد و مزمن تقسیم کرد. هیپرونتیلاسیون حاد بدون ایجاد تغییر در غلظت بیکربنات پلاسما، Pco2 را کاهش می‌دهد، در نتیجه غلظت یون هیدروژن پائین می‌آید. علل آلکالوز تنفسی حاد عبارتند از اضطراب، علل مغزی مانند مننژیت و CVA، داروهایی مانند آسپرین و کافئین، صعود به ارتفاعات، پنومونی، تب و حاملگی. هیپرونتیلاسیون حاد به‌همراه آلکالوز تنفسی می‌تواند یکی از علائم زودرس سپسیس باکتریائی باشد. تظاهرات بالینی آلکالوز حاد تنفسی عبارتند از: پارستزی اندام‌ها، اسپاسم کارپوپدال، و علامت شوستک مثبت.
آلکالوز مزمن تنفسی در بیماری‌های ریوی و کبدی ایجاد می‌شود. پاسخ کلیه به هیپوکاپنی مزمن، به‌صورت کاهش بازجذب بیکربنات فیلتره، افزایش دفع بیکربنات، و متعاقب آن پائین‌آوردن غلظت بیکربنات پلاسما می‌باشد. با افت غلظت بیکربنات، غلظت کلرید افزایش می‌یابد. در اسیدوز هیپرکلرمیک نیز همین حالت وجود دارد، و تنها راه افتراق آلکالوز مزمن تنفسی از اسیدوز هیپرکلرمیک، اندازه‌گیری گازهای خون و pH می‌باشد.
درمان آلکالوز تنفسی
درمان آلکالوز تنفسی حاد عبارت است از حفظ تهویهٔ کافی. در صورت لزوم باید از کیسه پلاستیکی استفاده کرد. آلکالوز تنفسی مزمن، عموماً نیاز به درمان ندارد.

### آلکالوز متابولیک
احتمالاً شایع‌ترین اختلال اسید و باز در بیماران جراحی، آلکالوز متابولیک است. در ایجاد آلکالوز متابولیک معمولاً این عوامل نقش دارند:
۱. افزایش دفع یون هیدروژن، معمولاً در نتیجه دفع ترشحات گوارشی غنی از اسید هیدروکلریک (اسید معده)
۲. کاهش حجم مایعات بدن (اغلب به دلیل نخوردن مایعات و...)، که معمولاً شدید است
۳. دفع پتاسیم که تقریباً همیشه در آلکالوز متابولیک دیده می‌شود
همراه با ترشح HCl از مخاط معده، یون بیکربنات وارد خون می‌شود. اسید معده، پس از مخلوط شدن با غذا، در رودهٔ باریک جذب مجدد می‌شود، بنابراین در این روند نه یون هیدروژن از دست میرود، نه میزان آن افزایش مییابد. ولی اگر هیدروژن ترشح‌شده همراه استفراغ یا درناژ با لوله معدوی دفع شود، نتیجه آن انتقال خالص یون بیکربنات به خون خواهد بود. در حالت طبیعی کلیه‌ها به آسانی قادر به دفع بیکربنات اضافی می‌باشند. در هر حال اگر علاوه بر کاهش یون هیدروژن، کاهش حجم مایع نیز وجود داشته باشد، کلیه‌ها سعی میکنند با افزایش بازجذب توبولی سدیم و سایر آنیون‌های فیلتره‌شده، حجم را در حد طبیعی نگاه دارند. متعاقباً، به‌علت افزایش بازجذب سدیم، بیکربنات اضافی کاملاً دفع نخواهد شد. این حالت باعث تشدید آلکالوز متابولیک می‌شود. در ابتدا مقداری از بیکربنات فیلتره‌شده، بازجذب نشده، به توبول دیستال نفرون میرسد. در این مکان، بیکربنات باعث افزایش ترشح پتاسیم و دفع بیشتر آن در ادرار میگردد. pH ادرار، خنثی یا به‌علت وجود بیکربنات قلیائی می‌شود. سپس همزمان با شدیدترشدن کاهش حجم، بازجذب بیکربنات فیلتره در توبول پروگزیمال تقریباً به‌طور کامل صورت میگیرد. در این زمان فقط مقادیر کمی سدیم به‌همراه میزان ناچیزی بیکربنات به توبول دیستال میرسد. اگر کمبود پتاسیم شدید باشد، سدیم در ازاء ترشح یون هیدروژن بازجذب می‌شود. این حالت باعث می‌شود که در آلکالوز متابولیک پیشرفته، ادرار به‌طور متناقض اسیدی باشد. 
علل  آلکالوز متابولیک
استفراغ زیاد ،  مصرف دیورتیک‌هایی مانند تیازیدها ، هیپرونتیلاسیون ، سیستیک فیبروزیس ، سندرم شیرقلیا ، هایپرآلدوسترونیسم ، بیماری‌های کلیوی مانند سندرم بارتر و مصرف زیاد پتاسیم بی کربنات و. ...
درمان آلکالوز متابولیک
برای درمان آلکالوز متابولیک، باید مایع، معمولاً به‌صورت محلول نمکی تجویز شود. با تجویز مایع کافی، عامل محرک بازجذب توبولی سدیم ضعیف شده، کلیه‌ها قادر می‌شوند بیکربنات اضافی را جذب نمایند. اکثر چنین بیمارانی دچار کاهش قابل توجه پتاسیم شده، نیازمند دریافت مکمل پتاسیم می‌باشند که باید به‌صورت KCl تجویز شود، زیرا در این شرایط، کاهش کلر نیز روی میدهد و دریافت پتاسیم به‌صورت سیترات یا لاکتات قادر به اصلاح کمبود پتاسیم نمی‌باشد.